# 傑伴2009世界巡迴演唱會
傑伴2009世界巡迴演唱會（英語：JJ Lin World Tour 2009），是新加坡歌手林俊傑的第二次巡迴演唱會。該巡演於2009年3月28日在新加坡室內體育館開始，并于6月20日在北京首都体育馆举办，而后因为林俊杰声带受损，巡演被迫中断，共演出2场。

## 简介
此次巡演主视觉为“城市与路”，演出中林俊杰一共换了八套服装，花样百变、大胆至极，动感的舞步成为本场演唱会的最大亮点，林俊杰几乎从开场跳到演唱会结束。在曲目编排上也令人耳目一新，林俊杰的演唱风格也更加多元化，舞台掌控力更加自如。开唱歌曲的伴舞是林俊杰亲自设计的公仔“BABY J”，六只巨型的公仔和林俊杰一起载歌载舞。而演唱会中一个特殊环节是林俊杰向自己的偶像致意，现场翻唱了张学友以及迈克尔·杰克逊，勾起众人对于往日情怀的回忆。

## 制作
本次演唱会的导演工作方是有着多个大型演唱会指导经验的团队组成。演唱会一大亮点是舞台正中央超大高密度LED屏，除了两边的楼梯可随意上下外，中间的楼梯也可以左右移动，表演时可露出位于舞台正下方的LED屏，与左右两侧的直播LED屏遥相呼应，如此强大的视频构架为观看演唱会的观众呈现出极具立体感的舞台现场。而整个舞台以黑色为背景，华美大气。除了在制作人员上不惜血本的投入，在灯光及舞台硬件建设上也投入了巨资，现场灯光团队来自日本，其创作方式与舞台呈现手法属于标准的国际化。

## 曲目
1. 由你选择
2. 不潮不用花钱
3. 只对你说
4. 冻结
5. 豆浆油条
6. 黑武士
7. 不死之身
8. 编号89757
9. 勇敢（feat. BY2）
10. DNA（演唱者：BY2）
11. 她来听我的演唱会
12. 头发乱了
13. You Are Not Alone
14. Beat It
15. 突然累了
16. Hurray，一起摇
17. 就是我
18. 京剧《智取威虎山》唱段
19. We Will Rock You（feat. 李宇春）
20. 我的王国+木乃伊（feat. 李宇春）
21. Why Me（演唱者：李宇春）
22. 爱与希望
23. 遇见
24. 小酒窝
25. BABY BABY
26. 街道
27. 杀手
28. 波间带
29. 江南
30. 曹操
31. 我还想她
32. 一千年以後

以上列表为2009年6月20日北京場表演的曲目，其他場次可能出現變化。

## 場次列表
| 日期          | 國家／地區 | 城市   | 場館             | 嘉賓        |
| ------------- | ---------- | ------ | ---------------- | ----------- |
| 2009年3月28日 | 新加坡     | 新加坡 | 新加坡室内体育馆 | 范瑋琪、BY2 |
| 2009年6月20日 | 中国大陆   | 北京   | 首都体育馆       | 李宇春、BY2 |

## 取消場次
| 日期           | 國家／地區 | 城市 | 場館         | 原因         |
| -------------- | ---------- | ---- | ------------ | ------------ |
| 2009年8月15日  | 中国大陆   | 上海 | 虹口足球場   | 艺人声带受损 |
| 2009年10月24日 | 中国大陆   | 西安 | 陝西省體育場 | 艺人声带受损 |